# Idol 2014
Idol 2014 var TV-programmet Idols tionde säsong i Sverige som visades liksom tidigare år på TV4. Säsongen hade premiär den 18 augusti 2014, och avslutades med en final den 5 december samma år. Att en tionde säsong skulle produceras av TV4 meddelades direkt efter att vinnaren av Idol 2013 korats samtidigt som ett intresseformulär öppnades. Totalt sökte 13 700 personer till programmet, vilket blev ett nytt rekord för Idol Sverige. Vinnare blev Lisa Ajax, 16 år från Järfälla. Hon är därmed den yngsta Idoldeltagaren som vunnit Idol (vilket slår Agnes Carlsson (2005) och Amanda Fondell (2011) som båda var 17 år vid sina respektive segrar).
Upplägget för säsongen såg likadant ut som tidigare år, vilket innebar att programmet inleddes med en auditionturné under våren 2014. Till hösten samma år inleddes TV-sändningarna. De avsnitt som handlade om auditionturnén och slutaudition var förinspelade och sändes varje måndag, tisdag och onsdag vecka 34-37. Vecka 38 (15-19 september) började liveprogrammen sändas då kvalveckan hölls och fredagen därpå sändes den första av tio veckofinaler. Slutligen sändes finalen från Globen i Stockholm den 5 december. Likt föregående säsong skedde ingen miniturnéring under veckofinalerna, utan alla avsnitt från kvalveckan till veckofinalernas semifinal sändes från en studio i Spånga utanför Stockholm. Programmets jury bestod av Alexander Bard, Laila Bagge och Anders Bagge, vilket var samma jury som året innan, och Pär Lernström blev för tredje säsongen i rad programledare för Idols huvudsändningar. Under och efter varje veckofinal sändes ett så kallat "Idol: Extra" som programleddes av Malin Stenbäck och Andreas Weise.
Det här året firade svenska Idol 10-årsjubileum, vilket bl.a. uppmärksammades genom att programmets första Idol-jury (som bestod av Daniel Breitholtz, Kishti Tomita, Peter Swartling och Claes af Geijerstam) fick var och en välja ut ett wildcard som fick gå direkt till kvalveckan utan att behöva passera slutaudition. Dessutom tillsattes en extra jokerplats till kvalfinalen som valdes ut av tv-tittarna. För att uppmärksamma 10-årsjubileet gjordes även dokumentären Idol 10 år, vilken sändes i TV4 den 12 september. Utöver detta visades även jubileumsklipp i de ordinarie auditionprogrammen. 
Direkt efter att vinnaren av Idol 2014 hade korats meddelade TV4 att det skulle bli en Idolsäsong även till 2015. Programmet vann årets underhållningsprogram i Kristallen 2015.

## Jury
Den 5 mars presenterades juryn för säsongen, vilket var samma jury som föregående säsong. Då det var tre medlemmar i juryn hade ingen utslagsröst under auditionprogrammen. Istället gällde majoritetsbeslut för att gå vidare eller åka ut. Följande tre personer satt i juryn:
- Alexander Bard
- Anders Bagge
- Laila Bagge Wahlgren

## Förändringar/nyheter
- Det här året var alla sökande vid audition tvungna att föranmäla sig.
- Daniel Breitholtz, Kishti Tomita, Peter Swartling och Claes af Geijerstam, vilka satt i Idols jury mellan åren 2004-2007 (Claes af Geijerstam hoppade av redan efter 2006) fick i uppdrag att var och en hitta en egen deltagare som fick en direktbiljett till denna säsongs kvalvecka.[11] Under kvalveckans fyra heat deltog ett wildcard per kväll. I varje heat också satt den jurymedlem som valde ut det wildcardet med i programmets jury som bedömare. Ingen av de fyra originalmedlemmarna hade någon som helst rösträtt i programmen.
- För första gången i programmets historia erbjöds tittarna att efter audition och slutaudition en chans att komma med i Idol som webbwildcard. Detta moment som skedde först under säsongens första sändningsvecka då tittarna fick chansen att ladda upp videoklipp på programmets hemsida kallades för "TV4-Playbiljetten". Programmets jury valde ut de bästa som fick komma på en audition. Efter audition valde juryn därefter ut två personer som tittarna får rösta fram vilken av dessa som får en direktbiljett till kvalveckan.[12]
- Slutaudition hölls för första gången på Cirkus i Stockholm istället för på Oscarsteatern. Likt de senaste säsongerna avslutades dock slutaudition i Globen.
- Under slutaudition tillämpade Idoljuryn en ny regel som innebar att de deltagare som fick ja-röster från samtliga tre jurymedlemmar under auditionturnén slapp utföra slutauditions första moment.
- I veckofinalernas resultatmoment togs momentet med att den utröstade deltagaren fick sjunga en sista gång för publiken tillbaka igen, ett moment som hade använts under Idol 2008. Dock var det inte en specialskriven låt utan den låt som deltagaren framförde i den aktuella veckofinalen. Detta moment användes enbart i den första veckofinalen, sedan ströks momentet helt.
- Den 6 oktober kl. 10.00 släpptes biljetterna till Idolfinalen. Bara timmarna senare hade samtliga biljetter sålts slut. Detta blev ett nytt rekord för Idol Sverige i hur snabbt finalbiljetterna tar slut.[15]
- För första gången i svenska Idols historia gick tre kvinnliga deltagare till semifinalen. Tidigare år har det hänt att tre killar, två killar och en tjej eller två tjejer och en kille har gått till semifinalen av Idol.
- Utöver att TV4 teckentolkade finalen på svenska kunde tittare via webben få teckentolkning på engelska, finska, mandarin och ryska.[16]

## Utröstningsschema
Schemat visar hur varje deltagare placerar sig under kvalveckan och i veckofinalerna. 
| Stadium: | Stadium:           | Audition | Audition | Kvalveckan | Kvalveckan | Kvalveckan | Kvalveckan | Kvalveckan | Kvalveckan | Veckofinalerna | Veckofinalerna | Veckofinalerna | Veckofinalerna | Veckofinalerna | Veckofinalerna | Veckofinalerna | Veckofinalerna | Veckofinalerna | Veckofinalerna | Veckofinalerna |
| Datum:   | Datum:             | pgm 1-9  | 10/9     | 15/9       | 16/9       | 17/9       | 18/9       | 19/9       | 19/9       | 26/9           | 3/10           | 10/10          | 17/10          | 24/10          | 31/10          | 7/11           | 14/11          | 21/11          | 28/11          | 5/12           |
| Plats    | Tävlande           | Resultat | Resultat | Resultat   | Resultat   | Resultat   | Resultat   | Resultat   | Resultat   | Resultat       | Resultat       | Resultat       | Resultat       | Resultat       | Resultat       | Resultat       | Resultat       | Resultat       | Resultat       | Resultat       |
| 1        | Lisa Ajax          |          |          |            |            |            |            |            |            |                |                |                |                |                |                |                |                |                |                | Vinnare        |
| 2        | Mollie Lindén      |          |          |            |            |            |            |            |            |                |                |                |                |                |                |                |                |                |                | Tvåa           |
| 3        | Josefine Myrberg   | WC       |          |            |            |            |            |            |            |                |                |                |                |                |                |                |                |                | Utröst.        |                |
| 4        | Ludvig Turner      |          |          |            |            |            |            | WC 5       |            |                |                |                |                |                |                |                |                | Utröst.        |                |                |
| 5        | Fanny de Aguiar    |          |          | 3:a        |            |            |            | WC 2       |            |                |                |                |                |                |                |                | Utröst.        |                |                |                |
| 6        | Petter Hedström    |          |          |            |            |            | 3:a        | WC 4       |            |                |                |                |                |                |                | Utröst.        |                |                |                |                |
| 7        | Matilda Gratte     | WC       |          |            |            |            |            |            |            |                |                |                |                |                | Utröst.        |                |                |                |                |                |
| 8        | Philip Spångberg   |          |          |            |            |            |            |            |            |                |                |                |                | Utröst.        |                |                |                |                |                |                |
| 9        | Niklas Musco       |          |          |            |            |            |            |            |            |                |                |                | Utröst.        |                |                |                |                |                |                |                |
| 10       | Rolf Öhlen         |          |          |            | 3:a        |            |            | WC 1       |            |                |                | Utröst.        |                |                |                |                |                |                |                |                |
| 11       | Charlie Diar       | WC       |          |            |            |            |            |            |            |                | Utröst.        |                |                |                |                |                |                |                |                |                |
| 12       | Twyla Lidén        |          |          |            |            | 3:a        |            | WC 3       |            | Utröst.        |                |                |                |                |                |                |                |                |                |                |
| 13       | Saranda Hasani     |          |          |            |            |            |            |            | Utröst.    |                |                |                |                |                |                |                |                |                |                |                |
| Semi     | Thomas Lundell     |          |          |            |            |            | 3:a        | Utröst.    |            |                |                |                |                |                |                |                |                |                |                |                |
| Semi     | Tristan Björling   |          |          |            |            |            | 3:a        | Utröst.    |            |                |                |                |                |                |                |                |                |                |                |                |
| Semi     | Jennie Thellberg   |          |          |            |            | 3:a        |            | Utröst.    |            |                |                |                |                |                |                |                |                |                |                |                |
| Semi     | May Yamani         |          |          |            |            | 3:a        |            | Utröst.    |            |                |                |                |                |                |                |                |                |                |                |                |
| Semi     | Hampus Ewel        |          |          |            | 3:a        |            |            | Utröst.    |            |                |                |                |                |                |                |                |                |                |                |                |
| Semi     | Samuel Marshall    |          |          |            | 3:a        |            |            | Utröst.    |            |                |                |                |                |                |                |                |                |                |                |                |
| Semi     | Fannie Anderberg   | WC       |          | 3:a        |            |            |            | Utröst.    |            |                |                |                |                |                |                |                |                |                |                |                |
| Semi     | Mikaela Samuelsson |          |          | 3:a        |            |            |            | Utröst.    |            |                |                |                |                |                |                |                |                |                |                |                |

| Top 12 | Top 21 | Juryns wildcard | Sista att gå vidare | Utröstad | Hoppade av tävlingen | Säker/gick vidare | Ej avgjord tävlan1/ framträdde ej1/ utslagen ur tävlan2 |

1 Under kvalheaten var deltagarna uppdelade i olika grupper och framträdde därför olika kvällar. Först i kvalfinalen deltog samtliga deltagare i programmet.

2 Deltagare som är markerade med grå bakgrund efter kvalveckans slut blev utslagna ur tävlingen.

## Auditionuttagningarna
En auditionturné hölls under mars och april 2014. TV-sändningarna startade sedan till hösten samma år. Innan auditionturnén startade kunde man tipsa om en kompis. Inför auditionturnén hade TV4 satt upp följande krav på de sökande:
- Obligatorisk föranmälan krävdes.
- Lägsta ålder för att delta är 16 år (före den 1 september 2014). Var man vid söktillfället under 18 år krävdes målsmans tillstånd.
- Deltagare som gick vidare i tävlingen skulle senare lämna in ett utdrag ur belastningsregistret till TV4.
- Alla deltagare i programmet tävlade individuellt, således tilläts inte musikgrupper söka.
- Hade man haft skivkontrakt sedan tidigare fick man inte söka.
- Endast svenska medborgare fick söka till tävlingen.
- Sökande fick använda sig av instrument såsom gitarr eller keyboard, förutsatt att man kunde bära med sig det själv.

Den 5 mars meddelade TV4 vilka städer som skulle komma att besökas under turnén. Totalt sökte 15 000 personer i de fem städerna, vilket blev nytt rekord för programmet. Av dessa gick totalt 91 vidare till slutaudition. TV4 valde i denna säsong att inte redovisa hur många personer som sökte i respektive stad och talade heller aldrig om hur många guldbiljetter som delades ut i varje stad. Här nedan syns därför enbart vilka städer som besöktes och vilka sändningsdatum städerna visades upp.
| Sökdatum | Stad      | Arena            | Sändningsdatum (i TV)    |
| -------- | --------- | ---------------- | ------------------------ |
| 22 mars  | Malmö     | Glasklart        | 26:e & 27 augusti        |
| 30 mars  | Karlstad  | Karlstad CCC     | 25 augusti               |
| 5 april  | Stockholm | Globen           | 18 augusti & 2 september |
| 12 april | Sundsvall | Stadshuset       | 1 september              |
| 19 april | Göteborg  | Eriksbergshallen | 19:e & 20 augusti        |

### Slutaudition
Efter att auditionturnén hade avslutats fick de sökande som hade fått minst två ja-röster av juryn komma till Stockholm för slutaudition. Denna slutaudition pågick i fyra dagar under maj månad och hölls på arenan Cirkus på Djurgården i Stockholm. Från slutaudition tar sig 16 personer vidare.
- Dag 1: De totalt 91 deltagare som fick en guldbiljett under auditionturnén fick komma till Stockholm för det första momentet chorusline, vilket innebar att ett antal deltagare ställdes på ett led och därefter fick varje deltagare sjunga acapella framför juryn. Därefter avlade juryn vilka deltagare som hade gjort bäst ifrån sig och skulle få stanna kvar samt för vilka Idolresan skulle sluta för omgående. Innan detta steg hade juryn bestämt att de deltagare som under auditionturnén hade fått tre ja-röster (således av samtliga i juryn) skulle gå direkt till gruppsångsmomentet. Detta gjorde att de deltagare som fått två ja-röster men en nej-röst fick göra momentet chorusline. Efter varje grupps sånginsats överlade juryn och skickade deltagare vidare till två olika rum (ett ja-rum och ett nej-rum). Först efter att alla deltagare hade sjungit klart meddelade juryn vilka deltagare som hade hamnat i ja-rummet. 71 deltagare gick vidare till andra omgången medan 20 deltagare fick åka hem.
- Dag 2: De kvarvarande 71 deltagarna delades in i grupper om fem personer per grupp och därefter fick varje grupp välja ut en låt att framföra med ett liveband för juryn. Efter varje gruppframträdande gav juryn ett utlåtande, men valde att överlägga. Först efter att samtliga grupper hade framfört för juryn överlade juryn och kallade därefter in respektive grupp på scenen igen och meddelade vilka som skulle få fortsätta slutaudition och vilka som skulle få åka hem. Totalt tog juryn vidare 33 personer, vilket gjorde att 38 personer åkte ut.
- Dag 3: De 33 kvarvarande deltagarna skulle nu var och en framföra en solosång för juryn. Därefter överlade juryn och beslutade om en deltagare skulle vara kvar till sista dagen eller åka ut direkt. Endast en deltagare fick lämna direkt, medan övriga 32 fick vänta på besked till dagen därpå.
- Dag 4: De kvarvarande deltagarna fick veta ifall de hade gått vidare till kvalveckan eller om de fick lämna tävlingen direkt. Totalt skickade juryn vidare 16 stycken till kvalveckan medan de sista 16 deltagarna fick lämna.

## Wildcards
I och med att programmet firar tioårsjubileum i denna säsong valde TV4 att ta in så kallade wildcards i tävlingen till programmets kvalvecka. Dessa wildcards var utöver de 16 deltagare som programmets jury valde ut från slutaudition.

### Originaljuryns wildcards
Daniel Breitholtz, Kishti Tomita, Peter Swartling och Claes af Geijerstam, vilka satt med i Idols jury i de tre första säsongerna, bjöds det här året in till programmet med anledning av dess tioårsjubileum. Var och en av de forna jurymedlemmarna fick i uppgift att välja ut ett wildcard som skulle få gå direkt till programmets kvalvecka, utan att behöva passera ordinarie juryn.

### Tittarnas wildcard
För första gången i programmets historia erbjöds tittarna att efter audition och slutaudition har hållits en chans att komma med i Idol. Under säsongens första sändningsvecka kunde tittare ladda upp videoklipp på sig själv när man framförde en valfri låt. Därefter blev ett visst antal personer utvalda av programmets egen jury som då får göra en egen audition live framför dem. Allt spelades in och sändes sedan som webbepisoder på TV4 Play mellan den 8-12 september. Av de som sedan gjorde audition för programmets jury valdes Ludvig Turner och Troy James ut att gå till momentets slutskede. Därefter tog tittarna över makten och fick genom en röstning på programmets Facebooksida rösta fram vem av de två som skulle få sjunga i kvalfinalen. Tittarna valde Ludvig Turner.
Efter att ansökningstiden hade stängts den 20 augusti klockan 23:59 kunde TV4 registrera att 2 267 personer hade skickat in videoklipp till programmet, i hopp om att bli tittarnas wildcard.

## Topp 21 till kvalet
Deltagarna nedan var de som slutligen har blev utvalda att gå vidare från slutaudition till kvalveckan. Personer som är markerade i fet stil gick vidare till veckofinalerna.
- Charlie Diar, 16 år, Borås (Claes af Geijerstams wildcard)
- Fannie Anderberg, 20 år, Bjärred (Kishti Tomitas wildcard)
- Fanny de Aguiar, 19 år, Göteborg
- Hampus Ewel, 17 år, Örebro
- Jennie Thellberg, 18 år, Karlstad
- Josefine Myrberg, 17 år, Göteborg (Peter Swartlings wildcard)
- Lisa Ajax, 16 år, Järfälla
- Ludvig Turner, 21 år, Stockholm (tittarnas wildcard)
- Matilda Gratte, 19 år, Bromma (Daniel Breitholtzs wildcard)
- May Yamani, 32 år, Stockholm
- Mikaela Samuelsson, 20 år, Lerum
- Mollie Lindén, 18 år, Oskarshamn
- Niklas Musco, 25 år, Halmstad
- Petter Hedström, 22 år, Gävle
- Philip Spångberg 21 år, Kvicksund
- Rolf Öhlen, 27 år, Sundsvall
- Samuel Marshall, 17 år, Göteborg
- Saranda Hasani, 18 år, Kristianstad
- Thomas Lundell, 24 år, Gnosjö
- Tristan Björling, 19 år, Visby
- Twyla Lidén, 17 år, Lidingö

## Kvalveckan
Kvalveckan hölls den 15-19 september, vecka 38, från Stockholm Studios i Spånga utanför Stockholm. Under denna vecka fick tittarna rösta fram de totalt 12 (av 21) deltagare som fick gå vidare till veckofinalerna. Detta skedde genom först fyra kvalheats och slutligen en kvalfinal. De första fyra kvalprogrammen var endast 60 minuter långa, medan den stora kvalfinalen var drygt två timmar lång. Under de fyra första kvalprogrammen sändes först timmen då deltagarna framförde respektive låt. Därefter gjordes en paus på 57 minuter, innan telefonslussarna stängdes och resultatet meddelades. Skillnaden med kvalfinalen var att sändningen var två timmar istället för en timme men att det inte skedde ingen paus i röstningen. De 20 personer som valts ut från originaljuryn/slutaudition fick tävla i både kvalheaten och i kvalfinalen, medan tittarnas joker fick tävla först i kvalfinalen.
Upplägget för kvalveckan var densamma som i de två senaste säsongerna. Från början delades deltagarna in i fyra grupper: två killgrupper och två tjejgrupper med fem deltagare per grupp (en killgrupp innehöll dock fyra killar och en tjej). De två deltagare som i varje kvalheat fick flest röster gick vidare till kvalfinalen. Av de tolv som inte röstades vidare av tittarna fick den riktiga juryn välja ut fyra stycken som fick sjunga med de åtta som gått vidare direkt. Slutligen kompletterades startfältet med tittarnas joker som den trettonde kvalfinalisten. Av de tretton som tävlade i kvalfinalen gick tolv vidare till veckofinalerna.
Likt tidigare säsonger fanns det ett telefonnummer och ett SMS-nummer till varje tävlande deltagare. Under kvalheaten pågick röstningen från det att en sändning startar till resultatshowen började, medan under kvalfinalen startade röstningen först efter att alla Idoldeltagare sjungit och pågick i endast ett par minuter.

### Kvalheat 1
Programmet sändes den 15 september 2014. Fetmarkerade deltagare gick vidare till kvalfinalen.
1. Mikaela Samuelsson, 20 år, Lerum - Clarity (Foxes)
2. Mollie Lindén, 18 år, Oskarshamn - Stay with Me (Sam Smith)
3. Fannie Anderberg, 20 år, Bjärred - You Haven't Seen the Last of Me (Cher)
4. Lisa Ajax, 16 år, Järfälla - I Have Nothing (Whitney Houston)
5. Fanny de Aguiar, 19 år, Göteborg - Give Me Love (Ed Sheeran)

### Kvalheat 2
Programmet sändes den 16 september 2014. Fetmarkerade deltagare gick vidare till kvalfinalen.
1. Hampus Ewel, 17 år, Örebro - Jag gråter bara i regnet (NewKid)
2. Rolf Öhlen, 27 år, Sundsvall - Lägg dig ner (Mack Beats)
3. Samuel Marshall, 17 år, Göteborg - Sergels torg (Veronica Maggio)
4. Charlie Diar, 16 år, Borås - When I Was Your Man (Bruno Mars)
5. Niklas Musco, 25 år, Halmstad - You’re the Voice (John Farnam)

### Kvalheat 3
Programmet sändes den 17 september 2014. Fetmarkerade deltagare gick vidare till kvalfinalen.
1. Twyla Lidén, 17 år, Lidingö - Valerie (Amy Winehouse)
2. Jennie Thellberg, 18 år, Karlstad - If I Lose Myself (One Republic)
3. May Yamani, 32 år, Stockholm - Måndagsbarn (Veronica Maggio)
4. Matilda Gratte, 19 år, Bromma - At last (Etta James)
5. Saranda Hasani, 18 år, Kristianstad - Titanium (David Guetta feat. Sia)

### Kvalheat 4
Programmet sändes den 18 september 2014. Fetmarkerade deltagare gick vidare till kvalfinalen.
1. Thomas Lundell, 24 år, Gnosjö - The A-Team (Ed Sheeran)
2. Petter Hedström, 22 år, Gävle - If I Used to Love You (Daniel Lemma)
3. Tristan Björling, 19 år, Visby - Edge of Glory (Lady Gaga)
4. Philip Spångberg 21 år, Kvicksund - All of Me (John Legend)
5. Josefine Myrberg, 17 år, Göteborg - Crazy (Gnarls Barkley)

### Kvalfinalen
Programmet sändes den 19 september 2014. Den person som står i fet-kursiv stil röstades ut innan veckofinalerna startade.
1. Lisa Ajax, 16 år, Järfälla - What Now (Rihanna)
2. Josefine Myrberg, 17 år, Göteborg - I Don't Believe You (Pink)
3. Rolf Öhlen, 27 år, Sundsvall - Ingen sol här utan dig (Svante Thuresson feat. Titiyo)
4. Saranda Hasani, 18 år, Kristianstad - We Found Love (Rihanna)
5. Charlie Diar, 16 år, Borås - As Long As You Love Me (Justin Bieber)
6. Fanny de Aguiar, 19 år, Göteborg - Heavy in your arms (Florence And The Machine)
7. Niklas Musco, 25 år, Halmstad - How I'm I Supposed to Live (Michael Bolton)
8. Matilda Gratte, 19 år, Bromma - Valerie (Amy Winehouse)
9. Twyla Lidén, 17 år, Lidingö - Trädgården en fredag (Veronica Maggio)
10. Mollie Lindén, 18 år, Oskarshamn - Royals (Lorde)
11. Philip Spångberg 21 år, Kvicksund - Use somebody (Kings of Leon)
12. Petter Hedström, 22 år, Gävle - Closer (Kings of Leon)
13. Ludvig Turner, 21 år, Stockholm - Don't Want To Miss A Thing (Aerosmith)

#### Finalens wildcards
1. Rolf Öhlen (juryns val)
2. Fanny de Aguiar (juryns val)
3. Twyla Lidén (juryns val)
4. Petter Hedström (juryns val)
5. Ludvig Turner (tittarnas val)

## Veckofinalerna
I den första veckofinalen tävlade tolv deltagare (medelåldern för dessa var 19,8 år). Därefter eliminerades en deltagare per vecka fram till det bara var två deltagare kvar, de två som fick gå till finalen. För andra säsongen i rad blev det ingen arenaturné mot slutet av säsongen, utan samtliga veckofinaler (utom finalen) sändes från Stockholm Studios i Spånga utanför Stockholm. Finalen sänds istället från Globen, vilket Idolfinalen har gjort i varje säsong sedan 2007.
Veckofinalernas upplägg såg ut på samma sätt som i tidigare säsonger. Varje vecka fick deltagarna först framföra varsin låt (från åttonde veckan två låtar vardera) och efter varje framträdande gjorde juryn en bedömning. Samtidigt fick tittarna telefon- och SMS-rösta. Efter att alla deltagare hade sjungit klart gjordes en paus på ca 25-60 minuter (varierade beroende på sändningstiden) innan sändningen fortsatte. Röstningen var öppen under hela pausen och stängdes först efter en stund att resultatshowen hade börjat. När rösterna var räknade ropades deltagarna upp utan inbördes ordning. De två deltagarna som hade fått minst respektive näst minst antal röster blev kvar till sist, där den med minst antal röster åkte ut. Efter resultatshowens slut sänds programmet "Idol: Extra" med Malin Stenbäck och Andreas Weise. Det programmet samsänds i reklampauser på TV4 Play samt efter ordinarie sändningstid och då i både TV4 (efter resultatshowen) och i TV4 Play.
Under de tre första veckofinalerna pågick huvudsändningen i 120 minuter, medan resterande huvudsändningar pågick i 85-90 minuter. Resultatshowen pågick i cirka 15-20 minuter. 

### Vecka 1: Listettor
Sänds från Spånga i Stockholm den 26 september 2014. Nedan listas deltagarna i startordning.
1. Ludvig Turner - It's My Life (Bon Jovi)
2. Twyla Lidén - Teenage Dream (Katy Perry)
3. Philip Spångberg - Fix You (Coldplay)
4. Lisa Ajax - Don't Stop the Music (Rihanna)
5. Charlie Diar - Am I Wrong (Nico & Vinz)
6. Fanny de Aguiar - We are young (Fun feat. Janelle Monáe)
7. Rolf Öhlen - I Want You Back (Jackson 5)
8. Matilda Gratte - Bleeding Love (Leona Lewis)
9. Niklas Musco - She Looks So Perfect (5 Seconds of Summer)
10. Josefine Myrberg - We Are Never Ever Getting Back Together (Taylor Swift)
11. Petter Hedström - Chasing Cars (Snow Patrol)
12. Mollie Lindén - Rude (MAGIC!)

#### Utröstningen
Listar de två sistuppropade deltagarna, varav den ena erhöll minst antal tittarröster.

Den av dessa två som är markerad med mörkgrå färg var den som tvingades lämna tävlingen (den till vänster).
| Lägst antal tittarröster |               |
| Twyla Lidén              | Ludvig Turner |

### Vecka 2: Filmmusik
Sänds från Spånga i Stockholm den 3 oktober 2014. I denna veckofinal framfördes låtar som förekommit i olika kända filmer. Nedan listas deltagarna i startordning.
1. Fanny de Aguiar - I See Fire (Ed Sheeran) (Hobbit - Smaugs Ödemark)
2. Niklas Musco - Eye of the Tiger (Survivor) (Rocky III)
3. Charlie Diar - Free Fallin' (Tom Petty) (Jerry Maguire)
4. Mollie Lindén - Purple Rain (Prince & The Revolution) (Purple Rain)
5. Rolf Öhlen - Born to Be Wild (Steppenwolf) (Easy Rider)
6. Ludvig Turner - Kiss from a Rose (Seal) (Batman Forever)
7. Matilda Gratte - Street Life (Randy Crawford) (Jackie Brown)
8. Petter Hedström - Streets of Phliadelphia (Bruce Springsteen) (Philadelphia)
9. Josefine Myrberg - Don't You (Forget About Me) (Simple Minds) (The Breakfast Club)
10. Philip Spångberg - Against All Odds (Take a Look at Me Now) (Phil Collins) (Mot alla odds)
11. Lisa Ajax - Lady Marmalade (Christina Aguilera, Lil' Kim, Mýa & Pink) (Moulin Rouge)

#### Utröstningen
Listar de två sistuppropade deltagarna, varav den ena erhöll minst antal tittarröster.

Den av dessa två som är markerad med mörkgrå färg är den som tvingades lämna tävlingen (den till vänster).
| Lägst antal tittarröster |                  |
| Charlie Diar             | Josefine Myrberg |

### Vecka 3: 80-talet
Sändes från Spånga i Stockholm den 10 oktober 2014. Under veckofinalen uppträdde Tommy Nilsson och Tone Norum där de framförde singeln "Allt som jag känner" från 1987.
Nedan listas deltagarna i startordning.
1. Rolf Öhlen - Into The Groove (Madonna)
2. Mollie Lindén - Walking On Sunshine (Katrina & The Waves)
3. Niklas Musco - Broken Wings (Mr. Mister)
4. Lisa Ajax - I'm So Excited (The Pointer Sisters)
5. Fanny de Aguiar - Sweet Dreams Are Made Of This (Eurythmics)
6. Philip Spångberg - Sunday Bloody Sunday (U2)
7. Matilda Gratte - Flashdance...What a Feeling (Irene Cara)
8. Ludvig Turner - Africa (Toto)
9. Josefine Myrberg - Holding Out for a Hero (Bonnie Tyler)
10. Petter Hedström - Kiss (Prince & The Revolution)

#### Utröstningen
Listar de två sistuppropade deltagarna, varav den ena erhöll minst antal tittarröster.

Den av dessa två som är markerad med mörkgrå färg var den som tvingades lämna tävlingen (den till vänster).
| Lägst antal tittarröster |               |
| Rolf Öhlen               | Ludvig Turner |

### Vecka 4: Superstjärnor
Sändes från Spånga i Stockholm den 17 oktober 2014. Under veckofinalen uppträdde artisten Ariana Grande som gästartist med två av sina hitlåtar "Problem" och "Break Free" ("Problem" framfördes delvis med de nio veckofinalisterna). Denna vecka var första veckan för säsongen som deltagarna använde sig av bakgrundsdansare i sina nummer.
Nedan listas deltagarna i startordning.
1. Lisa Ajax - Toxic (Britney Spears)
2. Philip Spångberg - Demons (Imagine Dragons)
3. Niklas Musco - Just the Way You Are (Bruno Mars)
4. Matilda Gratte - Empire State of Mind (Part II) Broken Down (Alicia Keys)
5. Fanny De Aguiar - I Don't Want to Be (Gavin DeGraw)
6. Josefine Myrberg - Really Don't Care (Demi Lovato feat. Cher Lloyd)
7. Mollie Lindén - Crazy in Love (Beyoncé)
8. Petter Hedström - Just Give Me a Reason (P!nk)
9. Ludvig Turner - Bad Romance (Lady Gaga)

#### Utröstningen
Listar de två sistuppropade deltagarna, varav den ena erhöll minst antal tittarröster.

Den av dessa två som är markerad med mörkgrå färg var den som tvingades lämna tävlingen (den till vänster).
| Lägst antal tittarröster |                 |
| Niklas Musco             | Fanny De Aguiar |

### Vecka 5: Hits på svenska

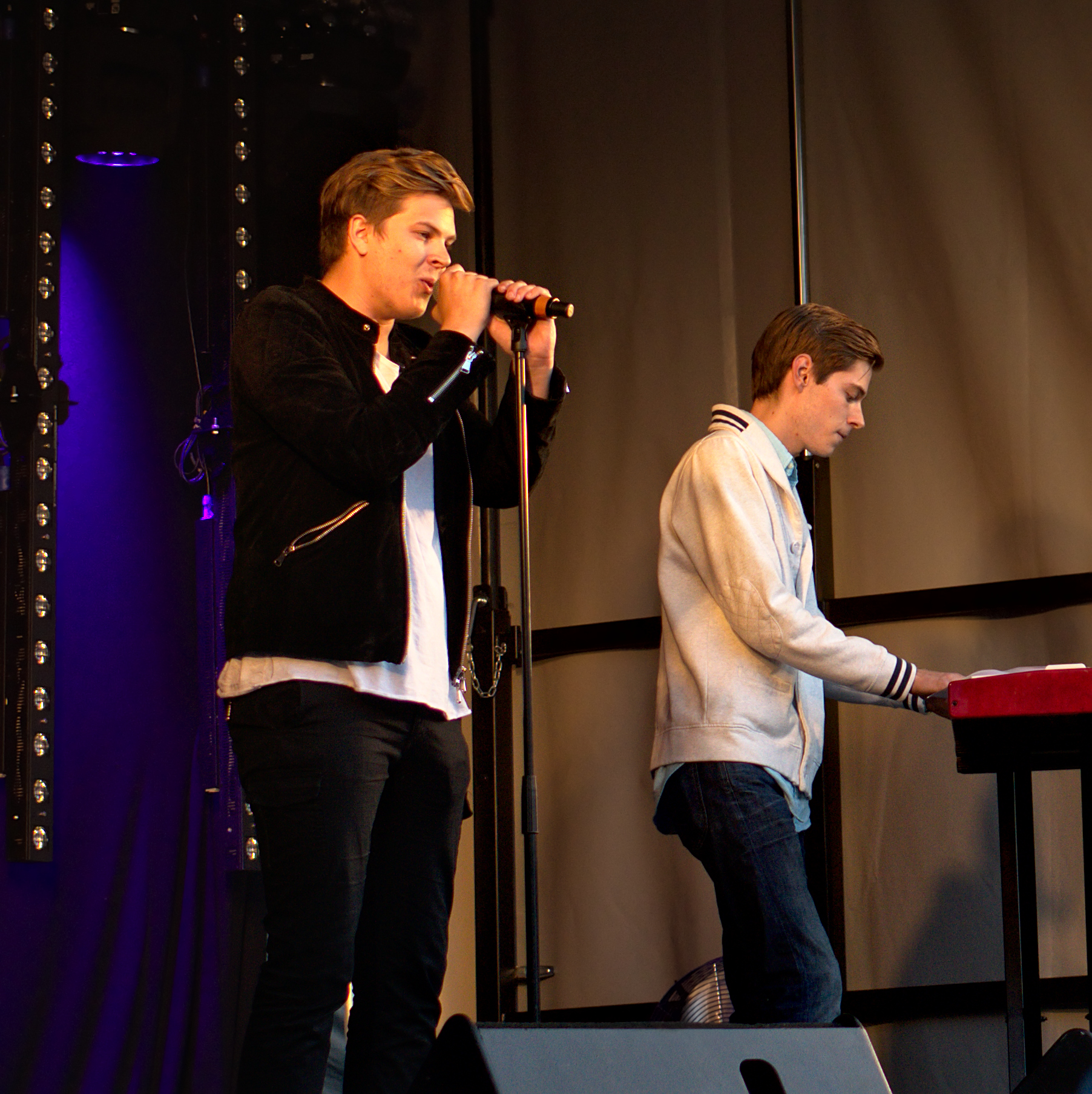
Philip Spångberg åkte ut vecka 5. Här syns han vid ett uppträdande på Fristadstorget året efter.

Sändes från Spånga i Stockholm den 24 oktober 2014. Under veckofinalen uppträdde Magnus Uggla och Linnea Henriksson som gästartister.
Nedan listas deltagarna i startordning.
1. Petter Hedström - Det kommer aldrig va över för mig (Håkan Hellström)
2. Josefine Myrberg - Flytta på dej (Alina Devecerski)
3. Philip Spångberg - Hur Dom Än (Oskar Linnros)
4. Mollie Lindén - Slå mig hårt i ansiktet (Thomas Stenström)
5. Fanny De Aguiar - Jag saknar dig mindre och mindre (Melissa Horn)
6. Lisa Ajax - En så'n karl (Lill Lindfors/Agnes)
7. Ludvig Turner - Kärleken väntar (Kent)
8. Matilda Gratte - Lyckligare nu (Linnea Henriksson)

#### Utröstningen
Listar de två sistuppropade deltagarna, varav den ena erhöll minst antal tittarröster.

Den av dessa två som är markerad med mörkgrå färg var den som tvingades lämna tävlingen (den till vänster).
| Lägst antal tittarröster |               |
| Philip Spångberg         | Ludvig Turner |

### Vecka 6: Kärlek
Sänds från Spånga i Stockholm den 31 oktober 2014. I veckans tema tillägnade varje deltagare sitt låtval till en särskild person.
Nedan listas deltagarna i startordning.
1. Josefine Myrberg - Girl on Fire (Alicia Keys) (Tillägnad hennes bästa vän.)
2. Matilda Gratte - Warwick Avenue (Duffy) (Tillägnad hennes tre bästa vänner.)
3. Ludvig Turner - Left Outside Alone (Anastacia) (Tillägnad hans mamma.)
4. Petter Hedström - Dancing in the Moonlight (It's Caught Me in Its Spotlight) (Thin Lizzy) (Tillägnad Rolf Öhlen och Niklas Musco.)
5. Mollie Lindén - I Will Be (Leona Lewis) (Tillägnad Mollies pojkvän.)
6. Fanny De Aguiar - Retrograde (James Blake) (Tillägnad hennes syster.)
7. Lisa Ajax - I Turn to You (Christina Aguilera) (Tillägnad Lisas mamma.)

#### Utröstningen
Listar de två sistuppropade deltagarna, varav den ena erhöll minst antal tittarröster.

Den av dessa två som är markerad med mörkgrå färg var den som tvingades lämna tävlingen (den till vänster).
| Lägst antal tittarröster |               |
| Matilda Gratte           | Ludvig Turner |

### Vecka 7: Big Band Friday
Sändes från Spånga i Stockholm den 7 november 2014. Deltagarna framträdde denna vecka med ett storband istället för med det liveband som annars har använts. De låtar som framfördes arrangerades om till annan genre. Under veckofinalen medverkade även artisten Ed Sheeran som gästartist, där han framförde sina två låtar "I see fire" och "Thinking out Loud" (den första låten framfördes tillsammans med deltagarna i veckofinalen).
Nedan listas deltagarna i startordning.
1. Petter Hedström - Happy (Pharrell Williams)
2. Josefine Myrberg - Roar (Katy Perry)
3. Fanny de Aguiar - Habits (Tove Lo)
4. Lisa Ajax - We Found Love (Rihanna)
5. Ludvig Turner - Welcome to the Jungle (Guns N' Roses)
6. Mollie Lindén - Just Dance (Lady Gaga)

#### Utröstningen
Listar de två sistuppropade deltagarna, varav den ena erhöll minst antal tittarröster.

Den av dessa två som är markerad med mörkgrå färg var den som tvingades lämna tävlingen (den till vänster).
| Lägst antal tittarröster |               |
| Petter Hedström          | Ludvig Turner |

### Vecka 8: Rock
Sänds från Spånga i Stockholm den 14 november 2014. Från och med denna veckofinal framför deltagarna två låtar vardera. Denna vecka var temat rock, där deltagarna först framförde en upptemporocklåt och sedan en rockballad. I veckofinalen bistod den tidigare Idoljuryordförande Peter Swartling (åren 2004-2007) i den ordinarie juryn. 
Nedan listas deltagarna i startordning i de två ronderna.

#### Rond 1: Upptemporock
1. Mollie Lindén - Paradise City (Guns N' Roses)
2. Ludvig Turner - Here I Go Again (Whitesnake)
3. Lisa Ajax - You Shook Me All Night Long (AC/DC)
4. Fanny de Aguiar - Alive (Pearl Jam)
5. Josefine Myrberg - I Love Rock 'n' Roll (Joan Jett & The Blackhearts)

##### Rond 2: Rockballad
1. Mollie Lindén - Bed of Roses (Bon Jovi)
2. Ludvig Turner - Wind of Change (Scorpions)
3. Lisa Ajax - Alone (Heart)
4. Fanny de Aguiar - Iris (Goo Goo Dolls)
5. Josefine Myrberg - Total Eclipse of the Heart (Bonnie Tyler)

#### Utröstningen
Listar de två sistuppropade deltagarna, varav den ena erhöll minst antal tittarröster.

Den av dessa två som är markerad med mörkgrå färg var den som tvingades lämna tävlingen (den till vänster).
| Lägst antal tittarröster |               |
| Fanny de Aguiar          | Ludvig Turner |

### Vecka 9 (Kvartsfinal): Egen Låt & Darin
Sändes från Spånga i Stockholm den 21 november 2014. Denna vecka framförde deltagarna först varsin egenskriven låt, och därefter en låt av artisten Darin (som deltog i Idol 2004). Denna vecka hade även Darin coachat deltagarna. Denna vecka var det sjunde gången som Ludvig Turner "hängde löst" (var en av de två som hade fått minst antal röster av tittarna). Detta är ett rekord han nu delar med Idol 2005-deltagaren Jens Pääjärvi.
Nedan listas deltagarna i startordning i de två ronderna.

#### Rond 1: Egenskriven låt
1. Josefine Myrberg - Stay Gold (Oscar Hollter, Isa Ljunggren, Josefine Myrberg)
2. Lisa Ajax - Love Run Free (Jakke Erixson, Lisa Ajax)
3. Ludvig Turner - 1000 mph (Tony Nilsson, Ludvig Turner)
4. Mollie Lindén - Losing Myself Without You (Mathias Andreasson, Albin Johnsén, Mollie Lindén)

##### Rond 2: Låt avDarin
1. Josefine Myrberg - Nobody Knows (Darin)
2. Lisa Ajax - Homeless (Darin)
3. Ludvig Turner - Step Up (Darin)
4. Mollie Lindén - Why Does It Rain (Darin)

#### Utröstningen
Listar de två sistuppropade deltagarna, varav den ena erhöll minst antal tittarröster.

Den av dessa två som är markerad med mörkgrå färg är den som tvingas lämna tävlingen (den till vänster).
| Lägst antal tittarröster |                  |
| Ludvig Turner            | Josefine Myrberg |

### Vecka 10 (Semifinal): Juryns val
Sändes från Spånga i Stockholm den 28 november 2014. Under veckofinalen uppträdde artisten Olly Murs som gästartist.
Denna veckofinal inleddes med en tyst minut med anledning av att en av deltagarna i denna säsong, Tristan Björling, tragiskt har gått bort.
Nedan listas deltagarna i starordning i de två ronderna (de låtar som deltagarna framförde presenterades av juryn redan den 21 november).

#### Rond 1: Juryns val (glänsarlåt)
1. Mollie Lindén - Impossible (Shontelle)
2. Josefine Myrberg - Shake It Off (Taylor Swift)
3. Lisa Ajax - Freak (Molly Sandén)

#### Rond 2: Juryns val (utmaning)
1. Mollie Lindén - All About That Bass (Meghan Trainor)
2. Josefine Myrberg - Can't Get You Out of My Head (Kylie Minouge)
3. Lisa Ajax - Chandelier (Sia)

#### Utröstningen
| Lägst antal tittarröster |
| Josefine Myrberg         |

### Vecka 11: Finalen
Sändes från Globen i Stockholm den 5 december 2014. I semifinalen den 28 november avgjordes det att Lisa Ajax och Mollie Lindén skulle bli de två finalisterna. Vinnaren, Lisa Ajax, vann med 51% av telefonrösterna. I och med sin seger blev Lisa den hittills yngsta Idoldeltagaren som vunnit Idol. Hon slog därmed Agnes Carlsson och Amanda Fondell som båda var sjutton år vid respektive segrar åren 2005 och 2011.
Det blev sjunde säsongen i rad som svenska Idolfinalen avgjordes i Globen. Biljettsläppet till finalen skedde redan den 6 oktober, och bara timmarna senare var finalens samtliga biljetter slutsålda. Inför biljettsläppet meddelade TV4 att musikgruppen One Direction kommer att uppträda som gästartist, och veckan före finalen meddelade TV4 även att Carola, Danny Saucedo, Darin och Linnea Henriksson med flera skulle komma att medverka som gästartister.
Likt tidigare säsonger var finalen indelad i tre ronder: eget val (arenalåten), tittarnas val och vinnarlåten. Det här årets vinnarlåt hette "Unbelievable" och var komponerad av Jimmy Jansson, Micha Wilshire och Lori Wilshire. Nedan redovisas finalisterna i startordning i de tre ronderna.

#### Rond 1: Arenalåt (eget val)
1. Mollie Lindén - Roar (Katy Perry)
2. Lisa Ajax - Halo (Beyoncé)

#### Rond 2: Tittarnas val
1. Mollie Lindén - Purple Rain (Prince)
2. Lisa Ajax - Lady Marmalade (Christina Aguilera, Lil' Kim, Mýa & Pink)

#### Rond 3: Vinnarlåten
1. Mollie Lindén - Unbelievable
2. Lisa Ajax - Unbelievable

Här nedan listas den deltagare som erhöll flest antal tittarröster och därmed vann Idol 2014.
| Vinnaren  |
| Lisa Ajax |